# Ptychoglossus brevifrontalis
Espèce
Ptychoglossus brevifrontalis est une espèce de sauriens de la famille des Gymnophthalmidae.

## Répartition
Cette espèce se rencontre en Amazonie au Guyana, au Venezuela, en Colombie, en Équateur, au Pérou, en Bolivie et au Brésil en Acre, en Amazonas, au Rondônia et au Pará. 

## Publication originale
- Boulenger, 1912 : Descriptions of new reptiles from the Andes of South America, preserved in the British Museum. Annals and Magazine of Natural History, sér. 8, vol. 10, p. 420-424 (texte intégral).